# Menip (militar)
Menip (en llatí: Menippus, en grec antic: Μένιππος) fou un oficial de Filip V de Macedònia.
L'any 208 aC, quan Filip va haver de tornar de la guerra que lliurava al sud contra els etolis, aliats als romans, per causa dels avalots al Regne de Macedònia, va deixar el comandament de 2500 homes a Menip i Polifantes, per a donar suport a la Lliga Aquea. El 207 aC Filip el va enviar en ajut de Calcis a Eubea, que era atacada per Àtal I de Pèrgam i els seus aliats romans, però el seu atac va ser rebutjat, segons Titus Livi i Polibi.